# МікрOFFONна переВІРКА
 МікрOFFONна переВІРКА  — дебютний альбом гурту «Роллік'с».

## Треки
1. Реп нє будут чітать
2. Nitro: Роллікс — банда
3. Вибухни
4. Частіше посміхайся (або Панкуха)
5. Не повернути
6. Сумна історія життя
7. Манера дебіла (feat. dj NeRo & Veronika Alex)
8. Стільникове кохання (переспів)
9. Хвора генерація
10. День у день
11. Мікрoff/onна перевірка (feat. Тартак)
12. Муркен style
13. День у день (радіо версія)

- електронний додаток:

1. День у день (rmx by dj NeRo & Veronika Alex)
2. Мікрoff/onна перевірка (rmx by dj NeRo & Veronika Alex)

- відео:

1. Частіше посміхайся